# Jeannenotia stachi
Jeannenotia stachi is een springstaartensoort uit de familie van de Sminthurididae. De wetenschappelijke naam van de soort is voor het eerst geldig gepubliceerd in 1955 door Jeannenot.